# Angelo Petrella
Angelo Petrella (* 21. Januar 1978 in Neapel) ist ein italienischer Schriftsteller.

## Leben und Werk
Petrella ging mit 18 Jahren nach Rom. Er studierte an der Universität La Sapienza in Rom und schloss sein Studium mit der Laurea über ein literarisches Thema ab. Nach dem Studium lebte er für kurze Zeit in Paris, bevor er an der Universität Siena seinen Doktor in italienischer Literatur machte. Anschließend arbeitete als freier Mitarbeiter an der Universität Rom III. Da er sich im akademischen Ambiente nicht wohl fühlte, gab er seine Stelle nach einem Jahr bereits auf und fing mit dem Schreiben an.
2006 erschien sein erstes Buch, der Roman noir Cane rabioso. 2018 wurde mit Fragile è la notte – Le indagini di Denis Carbone der erste von mehren Kriminalfällen des Polizeiinspektors Denis Carbone veröffentlicht, die in Neapel und Umgebung angesiedelt sind.
Heute lebt und arbeitet Angelo Petrella als Journalist, Drehbuchautor und Schriftsteller in Arezzo.

## Romane (Auswahl)
- Cane rabioso. Meridiano zero, Padua 2006, ISBN 88-8237-114-X.
- Nazi Paradise. Meridiano zero, Padua 2007, ISBN 978-88-8237-138-8.
  - Nazi Paradise, deutsch von Bettina Müller Renzoni, Pulp 29, Pulp Master, Berlin 2010, ISBN 978-3-927734-43-2
- La città perfetta. Garzanti, Mailand 2008, ISBN 978-88-11-67973-8.
- Fragile è la notte – Le indagini di Denis Carbone. Marsilio, Venedig 2018, ISBN 978-88-317-2902-4.[3][5]